# 猫オルガン

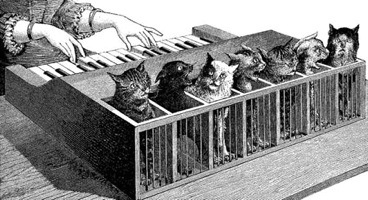
1883年の「自然」(La Nature) から

猫オルガン（ドイツ語: Katzenklavier; 英語: cat organ）は、一列に並べた猫の尻尾を引き延ばして鍵盤の下に固定する装置であり、その地声の高さによって並びの決まった猫は鍵盤が押されるたびに痛みで叫び声をあげて音色をなす。この猫オルガンが実際につくられたという公式の記録は残っておらず、あくまで文献のなかに現れてきた奇想の一種である。

## 歴史
この楽器はフランスの著述家ジャン=バティスト・ヴェッケルランが書いた Musiciana, extraits d’ouvrages rare ou bizarre に登場する。

スペイン王フェリペ2世がブリュッセルで父カール5世を訪ねた1549年のことである。このときの二人はまたとなく珍しい行列を目にすることになり互いに喜び合った。まず先頭を行く巨大な雄牛は左右の角を燃え上がらせ、その間にもう一本小さな角を生やしていた。雄牛の後ろでは熊の毛皮を身につけた少年が耳と尾とを切り落とした馬にまたがっている。次にやって来たのは輝く衣に身をつつんだ大天使聖ミカエルで、手には天秤を持っていた。

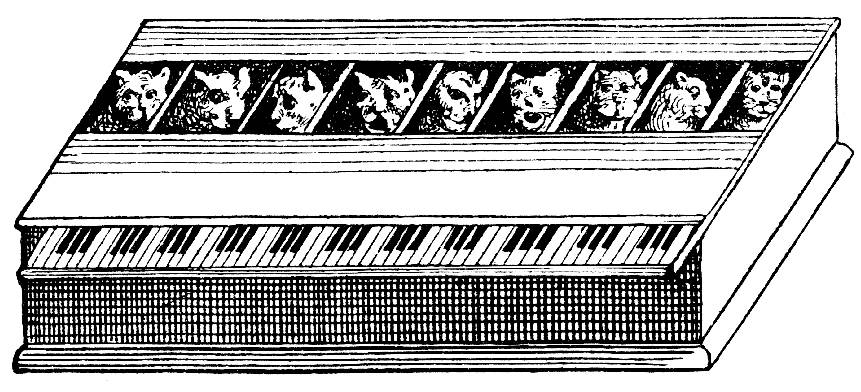
ショットの「自然魔術」(Magia Naturalis) から

きわめつけに奇妙であったのは、チャリオットから流れるこのうえないほど不思議な音楽である。車上には熊が載ってオルガンを奏でているのだが、この楽器にはパイプのかわりに一匹ずつ頭を出した猫が閉じ込められていた。その尻尾は突き出され、ピアノの弦のように使うため固定されていた。鍵盤を叩けばそれに対応する尻尾が勢いよく引っ張られ、その度ごとに悲しげなミャオミャオという鳴き声がするのである。歴史家のフアン・クリストバル・カルヴィートが記すところでは、猫たちはこのオクターブで音が出せるよう精確に並べられているということである…（半音単位でということなのだろう）

この忌まわしいオーケストラが催された劇場の中では、猿や狼、鹿などの動物が悪魔じみた音楽にあわせてはねまわっていた

この装置はアタナシウス・キルヒャーがその著書「普遍音楽論」で紹介したことでも知られている（彼が実際に見たことがあるかは定かではない）。キルヒャーの「情動論」によれば、音楽は体液を介して人の精神や身体に影響を与え、奇跡のような治癒効果さえ持ちうるものだった。

まださほど昔のことではないが、ローマで才気に富む学者によって、かくのごとき楽器がとある君主に、そのメランコリーを追い払うために製作された。さまざまな大きさの猫を、入手できる限りたくさん集めて一つの箱に入れた。その箱は特に以下の点に注意を払って作られた。すなわち猫の尾が穴から覗いて幾筋かの溝に分けられ、これを通してとがった針のついた鍵盤を取り付けた。猫たちを大きさの順に音の高さで並べ、それぞれの尾に一つずつ尖った鍵盤が当たるように。かくしてこの楽器は君主の慰みのため整えられ、具合のいい場所において、鍵盤が叩かれれば猫たちの鳴き声のハルモニーが生じるようにされた。さてその場所で演奏者が指で鍵盤を押し下げると、尖った針が猫の尾を突き刺すので、狂ったように物凄い悲鳴を上げるが、それは時には低い、時には高い声となる。かくのごとき猫のハルモニーは聴き手に大笑いをもたらしたであろうし、ネズミたちにはてんてこ舞いさせたことであろう。（鈴木潔訳）

さらにドイツ人医師のヨハン・クリスティアン・ライル（1759–1813年）も、物事に集中する能力を失った患者の治療を目的とした猫オルガンに言及している。強制的にこの装置を見せられ、聞かされたならば、否応なしに注意を傾けざるをえず、つまり患者は癒やされるであろうとライルは考えたのである (Richards, 1998)。
1869年12月のアメリカの雑誌「フォリオ」では、48匹もの猫を用いた鍵盤楽器「キャット・ハルモニオン」を用いた演奏会がシンシナティで行われたと報じられている。コンサートは「オールド・ラング・サイン」（蛍の光の原曲）で幕を開けるはずだったが、興奮状態に陥った猫たちがてんでばらばらに泣き叫んで伴奏を掻き消してしまい、大失敗に終わったという。

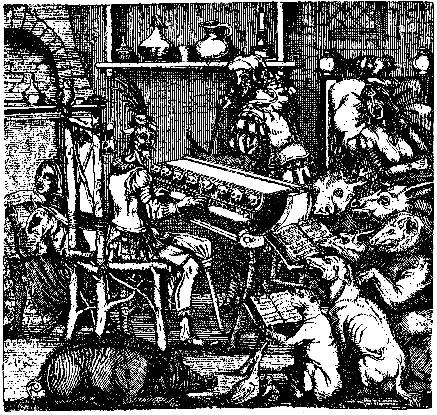

2010年にチャールズ3世（当時皇太子）がクラレンス・ハウス宮殿でガーデンパーティーを開いた際に、皇太子の持続可能な生活を提言する「スタート」プログラムに賛同した音楽家のヘンリー･ダグが鳴き声の出るおもちゃを使ってこの猫オルガンを再現した。このときは「虹の彼方に」の調べが演奏され、大いに好評を博している 。またテリー・ジョーンズは「モンティ・パイソン」で鼠オルガンを演奏している。 
アニメ制作会社「The People's Republic Of Animation」も「猫ピアノ」(The Cat Piano) と題した作品を発表している。猫の街で人間がこの装置をつくるため誘拐事件を起こすというストーリーである。この短篇映画は複数の賞を受賞しており、ノミネートも数多い。アカデミー賞でも短編アニメーション部門のセミノミネート作品となった（ノミネートはされていない）。